# Siegfried Raeder
Siegfried Raeder (* 16. November 1929 in Pillkallen (Ostpreußen); † 23. November 2006) war ein deutscher evangelischer Theologe und Professor für Kirchengeschichte an der Universität Tübingen.

## Leben und Wirken
Siegfried Raeder studierte seit 1949 evangelische Theologie an der Kirchlichen Hochschule Berlin bzw. an der Universität Tübingen und promovierte 1961 an der Universität Zürich. Anschließend arbeitete er am Projekt eines Registers zur Weimarer Lutherausgabe mit und hatte dann die Leitung der Arbeitsstelle zur Revision der Lutherausgabe in Tübingen. 1969 habilitierte er sich an der Universität Tübingen und war hier anschließend als Hochschuldozent, seit 1979 Professor für Kirchengeschichte. Sein Forschungsschwerpunkt war die Reformationsgeschichte und das Verhältnis zwischen Christentum und Islam.

## Schriften (Auswahl)
- Das Hebräische bei Luther untersucht bis zum Ende der ersten Psalmenvorlesung, Mohr, Tübingen 1961 (Beiträge zur historischen Theologie, Band 31) (Dissertation).
- Die Benutzung des masoretischen Textes bei Luther in der Zeit zwischen der ersten und zweiten Psalmenvorlesung (1515–1518), Mohr, Tübingen 1977 (Beiträge zur historischen Theologie, Band 38).
- Grammatica theologica. Studien zu Luthers Operationes in Psalmos, Mohr, Tübingen 1977 (Beiträge zur historischen Theologie, Band 51), ISBN 3-16-138222-6 (Habilitationsschrift).
- Der Islam und seine Welt. Eine historisch und theologisch orientierte Einführung, Breklumer Verlag, Breklum 1982 (Christentum und Islam, Band 14), ISBN 3-7793-0484-8.
- Der Islam und das Christentum. Eine historische und theologische Einführung, Neukirchener Verl., Neukirchen-Vluyn 2001, ISBN 3-7887-1820-X (2. Auflage 2003).
- Antworten auf den Islam. Texte christlicher Autoren vom 8. Jahrhundert bis zur Gegenwart, Neukirchener Verl., Neukirchen-Vluyn 2006, ISBN 978-3-7887-2090-2.

Aufsätze
- Der Islam im Abendland. In: Kurt Hutten (Hrsg.): Asien missioniert im Abendland, Kreuz-Verlag, Stuttgart 1962, S. 51–72.
- Die Josephsgeschichte im Koran und im Alten Testament. In: Evangelische Theologie, Jg. 26 (1966), S. 169–190.

- Voraussetzungen und Methode von Luthers Bibelübersetzung. In: Heinz Liebing (Hrsg.): Geist und Geschichte der Reformation. Festgabe Hanns Rückert zum 65. Geburtstag dargebracht von Freunden, Kollegen und Schülern, de Gruyter, Berlin 1966 (Arbeiten zur Kirchengeschichte, Band 38), S. 152–178.
- Jesus als Prophet im Islam. In: Im Lande der Bibel, Jg. 1974, S. 9–22.
- Die Türkenpredigten des Jakob Andreä. In: Martin Brecht (Hrsg.): Theologen und Theologie an der Universität Tübingen. Beiträge zur Geschichte der Evangelisch-Theologischen Fakultät, Mohr, Tübingen 1977 (Contubernium, Band 5), S. 96–122, ISBN 3-16-939692-7.
- Luther als Ausleger und Übersetzer der Heiligen Schrift. In: Helmar Junghans (Hrsg.): Leben und Werk Martin Luthers von 1526 bis 1546. Festgabe zu seinem 500. Geburtstag, Band 1, Vandenhoeck & Ruprecht, Göttingen 1983, S. 253–278, ISBN 3-525-55386-2.
- Die Auslegung des 50. (51.) Psalms in Augustins Ennarationes in psalmos und in Luthers Dictata super Psalterium. In: Gerhard Hammer (Hrsg.): Lutheriana. Zum 500. Geburtstag Martin Luthers von den Mitarbeitern der Weimarer Ausgabe, Böhlau, Köln 1984 (Archiv zur Weimarer Ausgabe der Werke Martin Luthers, Band 5), S. 153–192, ISBN 3-412-02084-2.
- Jakob Heerbrand. In: Friedrich Hertel (Hrsg.): In Wahrheit und Freiheit. 450 Jahre Evangelisches Stift in Tübingen, Calwer Verlag, Stuttgart 1986 (Quellen und Forschungen zur württembergischen Kirchengeschichte, Band 8), S. 81–98, ISBN 3-7668-0785-4.
- Der Theologe als Reformator. In: Heinrich von Stietencron (Hrsg.): Theologen und Theologien in verschiedenen Kulturkreisen, Patmos-Verlag, Düsseldorf 1986, S. 177–198, ISBN 3-491-71074-X.
- Die russische Orthodoxie im Spiegel der protestantischen Theologie des 19. Jahrhunderts. In: Rolf-Dieter Kluge (Hrsg.): Tausend Jahre russische Kirche. 988–1988. Geschichte, Wirkungen, Perspektiven, Attempto-Verl., Tübingen 1989, S. 135–154, ISBN 3-89308-101-1.
- Thomas Müntzer als Bibelübersetzer. In: Siegfried Bräuer (Hrsg.): Der Theologe Thomas Müntzer, Vandenhoeck & Ruprecht, Göttingen 1989, S. 221–257, ISBN 3-525-55410-9.
- Jakob Andreae. Ein Leben für die Reformation und Eintracht im Glauben. In: Theologische Beiträge, Band 21 (1990), S. 244–263.
- Herzog Christoph und seine Maßnahmen zur Kirchenordnung. In: Rolf-Dieter Kluge (Hrsg.): Ein Leben zwischen Laibach und Tübingen. Primus Truber und seine Zeit. Intentionen, Verlauf und Folgen der Reformation in Württemberg und Innerösterreich, Sagner, München 1995 (Sagners Slavistische Sammlung, Band 24), S. 56–69, ISBN 3-87690-620-2.
- Tübinger Türkenpredigten. In: Rolf-Dieter Kluge (Hrsg.): Ein Leben zwischen Laibach und Tübingen. Primus Truber und seine Zeit. Intentionen, Verlauf und Folgen der Reformation in Württemberg und Innerösterreich, Sagner, München 1995 (Sagners Slavistische Sammlung, Band 24), S. 133–146, ISBN 3-87690-620-2.
- Luthers Vermächtnis im Zeitalter Goethes. In: Theologische Beiträge, Band 26 (1995), S. 7–21.
- Raimundus Lullus als Scholastiker in der Auseinandersetzung mit dem Islam. In: Judaica, Band 52 (1996), S. 271–288.
- Biblische Tradition im Koran. In: Jahrbuch für Biblische Theologie, Band 1997 (1998), S. 309–331.
- Melanchthon als Ausleger des Neuen Testament. In: Theologische Beiträge, Band 29 (1998), S. 75–94.
- Jakob Andreae und die Reformation in Wiesensteig, Öttingen und Wachendorf. In: Siegfried Hermle (Hrsg.): Reformationsgeschichte Württembergs in Porträts, Hänssler, Holzgerlingen 1999, S. 365–394, ISBN 3-7751-3416-6.
- Johannes Brenz und die Islamfrage. In: Blätter für württembergische Kirchengeschichte, Band 100 (2000), S. 345–367.
- Gedanken über die religiöse Bestimmung Deutschlands an der Wende zum 19. Jahrhundert bei Hölderlin, Novalis und Schleiermacher. In: Zeitschrift für Kirchengeschichte, Band 112 (2001), S. 65–86.
- Luthers Verhältnis zum Islam. Zeitbedingtes und Bedenkenswertes. In: Luther. Zeitschrift der Luther-Gesellschaft, Band 76 (2005), S. 11–27.